# Fontana delle Api
La fontana delle Api è una fontana storica di Roma oggi ubicata all'angolo di piazza Barberini con via Veneto, realizzata nel 1644 da Gian Lorenzo Bernini.

## Storia
A pochi mesi dalla realizzazione della fontana del Tritone, il 6 aprile 1644 papa Urbano VIII Barberini commissionò a Gian Lorenzo Bernini la costruzione di una fontana di piccole dimensioni, ad uso pubblico, che assolvesse alla funzione di «beveratore delli cavalli». L'opera fu realizzata nello stesso anno, e in onore del committente  l'artista rappresentò sulla fontana le Api, simbolo araldico della famiglia del pontefice.

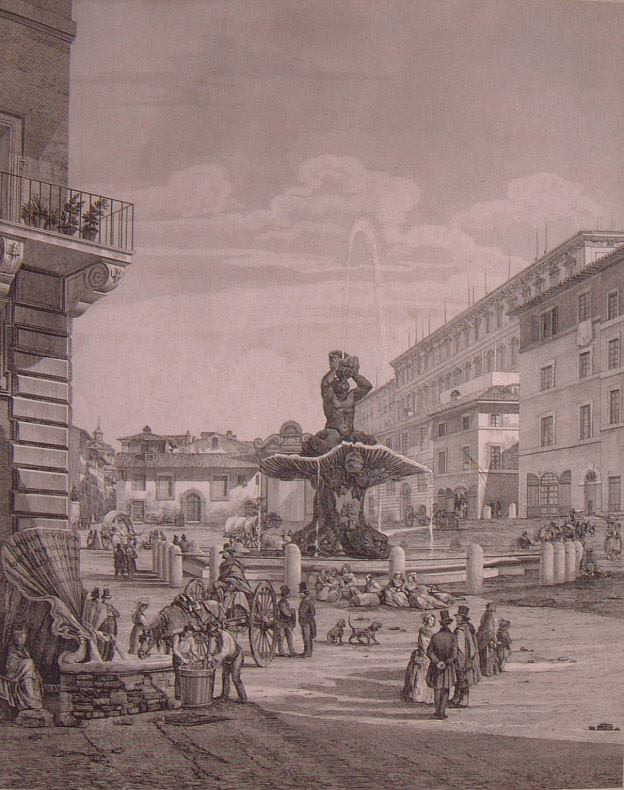
La fontana nell'originaria collocazione, 1848

Inizialmente collocata all'angolo di palazzo Soderini, tra piazza Barberini e via Sistina, la fontana venne smontata nel 1880 per motivi di intralcio alla viabilità, scomposta e messa nel deposito comunale di Testaccio. Nel 1915, quando si decise di ricostruirla, la maggior parte dei pezzi non fu però più ritrovata, e ne venne commissionata una copia ad Adolfo Apolloni, che al posto dell'originario marmo lunense impiegò il travertino, proveniente dalla demolita porta Salaria. La valva inferiore, che in origine era a livello del piano stradale, fu rialzata su una cornice di massi, e quella superiore non venne più fatta poggiare su un palazzo, bensì venne collocata in posizione isolata. Così rinnovata, la fontana fu inaugurata il 28 gennaio 1916 nella sua collocazione attuale, all'imbocco di via Veneto da piazza Barberini.

## Descrizione

Stemma della famiglia Barberini, con tre api su sfondo azzurro

La fontana risponde all'insolita forma di conchiglia bivalve aperta, con la parte superiore verticale, modellata in questo modo per aderire all'angolo del retrostante palazzo Soderini (ove si trovava un tempo), e quella inferiore, a livello di strada, in funzione di vasca. In questo catino rotondo e scannellato, infatti, viene raccolta l'acqua che sgorga dai tre sottili zampilli collocati sotto altrettante api, scolpite sopra la cerniera di raccordo tra le valve. L'approvvigionamento idrico della fontana è garantito dalla vicina fontana del Tritone, con la quale condivide la canalizzazione delle acque: per questo motivo, il flusso è alquanto esiguo, con una pressione idrica troppo debole per consentire a Bernini la creazione di una fontana monumentale.
Nella loro semplicità iconica, le tre api in realtà irradiano messaggi multiformi. Le api, infatti, sono il simbolo araldico della casata del Papa committente, Urbano VIII Barberini; un'altra chiave di lettura, tuttavia, ci è offerta dal Trattato dell'Amore di Dio di San Francesco di Sales, edito nel 1616, dove le api vengono paragonate alle anime durante il loro soggiorno terrestre. Questo nodo di significati intende celebrare anche la purezza delle acque sgorganti dalla fontana, così dolci da poter essere paragonate al miele prodotto dalle api; nella fontana, inoltre,  l'acqua si trasforma nel ronzio sottile delle api, dando così vita a una metamorfosi acqua-suono.
La valva superiore riporta un distico scritto di mano di Urbano VIII, che recita:
Fonti ad publicum urbis ornamentum

Exstructo

Singulorum usibus seorsim commoditate hac

Consuluit

Anno MDCXLIV Pont. XXI»

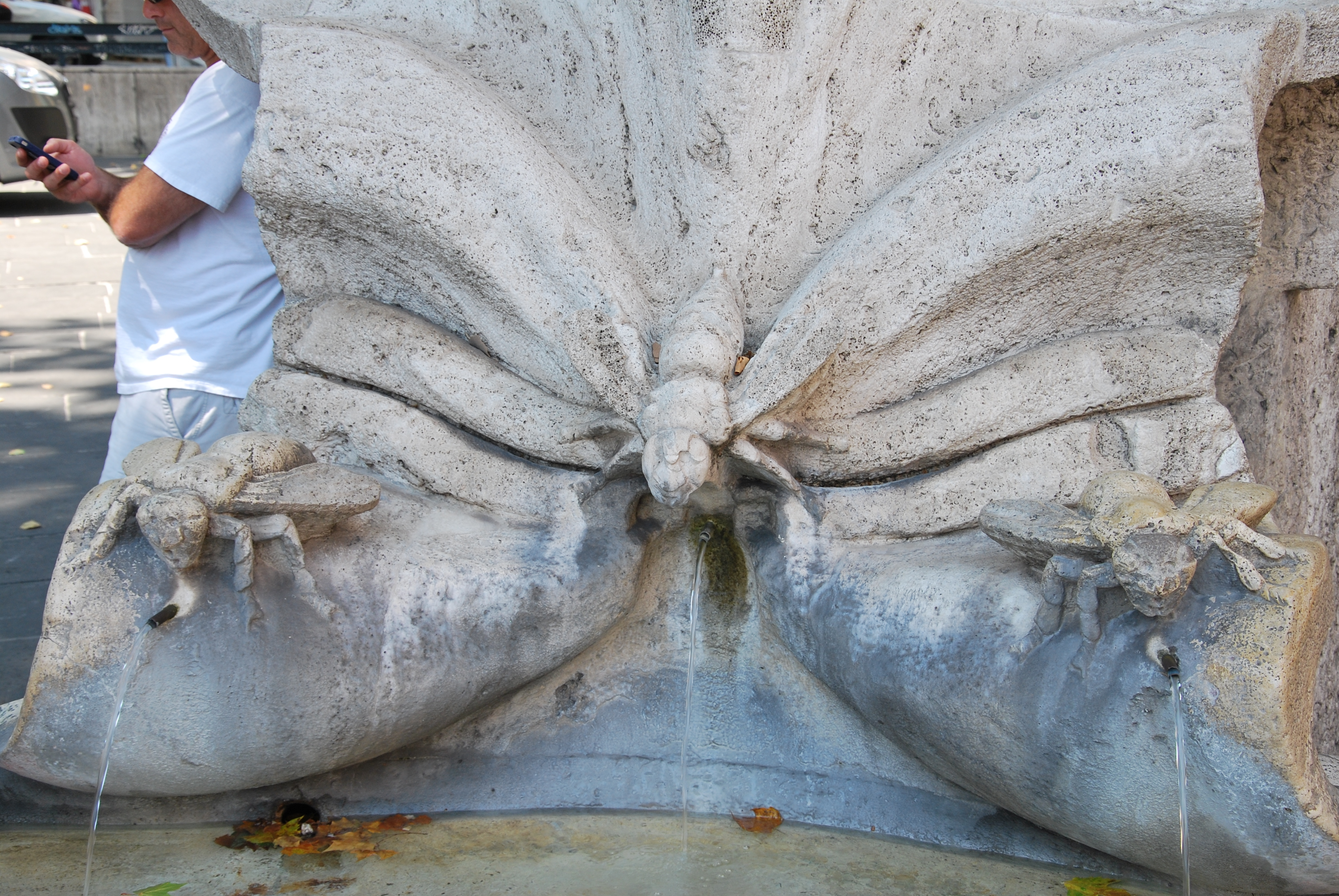
Le tre api

Quest'iscrizione è stata al centro di una curiosa polemica. Nel testo originale, infatti, l'ultima riga riportava «ANNO MDCXLIV PONT XXII» (che nelle intenzioni del Bernini voleva forse essere una beneaugurante anticipazione); al momento dell'inaugurazione, tuttavia, mancavano circa due mesi al compimento del ventiduesimo anno di pontificato di Urbano VIII. La circostanza scatenò l'ironia del popolo romano, che già non aveva particolare simpatia per la famiglia Barberini; anche in quest'occasione Pasquino divenne il portavoce delle aspre maldicenze dei Romani, tanto che una pasquinata di quei giorni sentenziò: «Havendo li Barberini succhiato tutto il mondo, ora volevano succhiare anche il tempo!». Per rimediare all'inconveniente, e nel tentativo di placare le voci, il cardinale Francesco Barberini, nipote del papa, dispose che venisse abrasa l'ultima cifra dell'iscrizione (dunque, dall'originaria scritta XXII si tolse una I). Ciò tuttavia non fu sufficiente per sedare la polemica, tanto che iniziarono a circolare le voci che lo stesso nipote augurasse al papa di non arrivare al ventiduesimo anno, come infatti avvenne, visto che Urbano VIII morì otto giorni prima del ventiduesimo anniversario di pontificato. L'acerbità delle dicerie del popolo romano coinvolse anche le tre api, che - venne notato - succhiavano una gran quantità di acqua dalla vasca del Tritone, ma ne restituivano pochissima, chiara allusione alle ingenti tasse che il governo imponeva, restituendo ben pochi benefici al popolo.